# 大管鞭虾
大管鞭虾（学名：Solenocera melantho）管鞭虾科管鞭虾属的一种甲壳动物，广泛分布于太平洋西部和印度洋东北部海域。
大管鞭虾体长一般为40～130毫米，体重1～25克。繁殖期7～11月。大管鞭虾是一种重要虾类资源，是制作冻虾仁的主要原料之一。